# Adinandra ryukyuensis
Adinandra ryukyuensis är en tvåhjärtbladig växtart som beskrevs av Masamune. Adinandra ryukyuensis ingår i släktet Adinandra och familjen Pentaphylacaceae. Inga underarter finns listade i Catalogue of Life.